# پرایس (مریلند)
پرایس (به انگلیسی: Price) یک منطقهٔ مسکونی در ایالات متحده آمریکا است که در شهرستان کوئین‌آن، مریلند واقع شده‌است. پرایس ۲۰٫۱۲ متر بالاتر از سطح دریا واقع شده‌است.